# Leptothele
Leptothele Raven & Schwendinger, 1995 è un genere di ragni appartenente alla famiglia Euagridae.

## Distribuzione
Le due specie tuttora conosciute sono endemiche della Thailandia: nel Khao Phanom Bencha National Park della provincia di Krabi.

## Tassonomia
Dal 2020 non sono stati esaminati esemplari di questo genere.
Attualmente, a dicembre 2020, si compone di 2 specie:
- Leptothele bencha Raven & Schwendinger, 1995[3] — Thailandia
- Leptothele chang Schwendinger, 2020 - Thailandia